# ژان دوبوف
ژان دوبوف (فرانسوی: Jean Debuf‎; ۳۱ مهٔ ۱۹۲۴ – ۶ اکتبر ۲۰۱۰) وزنه‌بردار اهل فرانسه بود.